# Ahmed Al-Maktoum
Ahmed bin Mohammad bin Hasher Al-Maktoum (in arabo أحمد بن محمد بن حشر آل مكتوم‎?; Dubai, 31 dicembre 1963) è un ex tiratore a volo emiratino.

## Biografia
Nato a Dubai a fine 1963, ha iniziato a tirare a volo soltanto nel 1998, a 35 anni; dal 1985 al 2000 è stato invece campione nazionale di squash.
Ha partecipato per la prima volta ai Giochi olimpici a 36 anni, a Sydney 2000, dove si è classificato 18° con 111 punti nel trap e 23° con 120 nel double trap, in entrambi i casi non accedendo alla finale.
4 anni dopo, ad Atene 2004 è diventato il primo emiratino a vincere una medaglia olimpica, conquistando l'oro nel double trap, con 189 punti, eguagliando il record olimpico. Nelle stesse Olimpiadi ha partecipato alla gara di trap, sfiorando il bronzo, vinto dall'australiano Adam Vella con 145 punti, uno in più di lui.
Ai suoi terzi Giochi, quelli di Pechino 2008, non è riuscito ad arrivare in finale in nessuna delle due gare alle quali ha partecipato, terminando con 136 punti nel double trap, ma perdendo agli shoot-off l'accesso alla finale, e con 110 nel trap, chiuso al 30º posto.
È stato campione mondiale nel double trap individuale a Lonato del Garda 2005, dove ha vinto anche un argento a squadre, chiudendo con 411 punti, dietro solo alla Cina.
Ai campionati asiatici ha vinto 5 medaglie: 1 oro, 1 argento e 3 bronzi, 2 bronzi nel trap e double trap ad Al Kuwait 1999, un altro nel trap a Langkawi 2000 e un argento e un oro a Kuala Lumpur 2004, rispettivamente nel trap e double trap.
Si è ritirato a 48 anni, nel 2011.

## Palmarès

### Giochi olimpici
- 1 medaglia:
  - 1 oro (Double trap a Atene 2004)

### Campionati mondiali
- 2 medaglie:
  - 1 oro (Double trap individuale a Lonato del Garda 2005)
  - 1 argento (Double trap a squadre a Lonato del Garda 2005)

### Campionati asiatici
- 5 medaglie:
  - 1 oro (Double trap a Kuala Lumpur 2004)
  - 1 argento (Trap a Kuala Lumpur 2004)
  - 3 bronzi (Trap ad Al Kuwait 1999, double trap a Al Kuwait 1999, trap a Langkawi 2000)